# Diva - dödligt intermezzo
Diva - dödligt intermezzo (franska: Diva) är en fransk dramafilm från 1981 i regi av Jean-Jacques Beineix.
Filmen baseras på Daniel Odiers roman med samma namn.

## Roller (urval)
- Frédéric Andréi – Jules
- Wilhelmenia Fernandez – Cynthia Hawkins
- Richard Bohringer – Serge Gorodish
- Thuy An Luu – Alba
- Jacques Fabbri – Jean Saporta
- Chantal Dermaz – Nadia
- Anny Romand – Paula
- Roland Bertin – Weinstadt
- Gérard Darmon – l'Antillais
- Dominique Pinon – Le Curé
- Jean-Jacques Moreau – Krantz
- Patrick Floersheim – Zatopek